# Liste der Kulturdenkmale in Schwarza (Thüringer Wald)
Die Liste der Kulturdenkmale in Schwarza (Thüringer Wald) umfasst die als Ensembles, Straßenzüge und Einzeldenkmale erfassten Kulturdenkmale in der thüringischen Gemeinde Schwarza.
Die Angaben in der Liste ersetzen nicht die rechtsverbindliche Auskunft der zuständigen Denkmalschutzbehörde.

## Legende
- Bild: zeigt ein Bild des Kulturdenkmals und gegebenenfalls einen Link zu weiteren Fotos des Kulturdenkmals im Medienarchiv Wikimedia Commons
- Bezeichnung: Name, Bezeichnung oder die Art des Kulturdenkmals
- Lage: Wenn vorhanden Straßenname und Hausnummer des Kulturdenkmals; Grundsortierung der Liste erfolgt nach dieser Adresse. Der Link Karte führt zu verschiedenen Kartendarstellungen und nennt die Koordinaten des Kulturdenkmals.
 Kartenansicht, um Koordinaten zu setzen – in dieser Kartenansicht sind Kulturdenkmale ohne Koordinaten mit einem roten bzw. orangen Marker dargestellt und können in der Karte gesetzt werden. Kulturdenkmale ohne Bild sind mit einem blauen bzw. roten Marker gekennzeichnet, Kulturdenkmale mit Bild mit einem grünen bzw. orangen Marker.
- Datierung: gibt das Jahr der Fertigstellung beziehungsweise das Datum der Erstnennung oder den Zeitraum der Errichtung an
- Beschreibung: bauliche und geschichtliche Einzelheiten des Kulturdenkmals, vorzugsweise die Denkmaleigenschaften
- ID: Die ID identifiziert das Kulturdenkmal eindeutig. In Thüringen sind aktuell keine IDs veröffentlicht. In der ID-Spalte kann sich auch folgendes Icon  befinden, dies führt zu Angaben zu diesem Kulturdenkmal bei Wikidata.

## Kulturdenkmale in Schwarza
| Bild                                    | Bezeichnung                                 | Lage                                                        | Datierung | Beschreibung                                                                         | ID |
| --------------------------------------- | ------------------------------------------- | ----------------------------------------------------------- | --------- | ------------------------------------------------------------------------------------ | -- |
| Direkt Bild zu diesem Denkmal hochladen | Ehemalige jüdische Schule                   | Schwarza, Dolmarstraße 3                                    |           |                                                                                      |    |
| weitere Bilder Fotos hochladen          | Evangelische Kirche                         | Hauptstraße 114 (Karte)                                     |           | Kirche samt künstlerischer Ausstattung, Kirchhof und Einfriedung                     |    |
| Direkt Bild zu diesem Denkmal hochladen | Tagelönerhaus                               | Froschmarkt 9                                               |           | Wohnhaus                                                                             |    |
| Direkt Bild zu diesem Denkmal hochladen | Wasserhäuschen                              | Hauptstraße                                                 |           | zwischen Hauptstraße 40 und 42, Flurstück 3 – 375 / 39                               |    |
| BW                                      | Wohnhaus                                    | Hauptstraße 35 (Karte)                                      |           |                                                                                      |    |
| BW                                      | Wohnhaus                                    | Hauptstraße 37 (Karte)                                      |           |                                                                                      |    |
| BW                                      | Wohnhaus                                    | Hauptstraße 39 (Karte)                                      |           |                                                                                      |    |
| BW                                      | Wohnhaus                                    | Hauptstraße 71 (Karte)                                      |           |                                                                                      |    |
| BW                                      | Gehöft                                      | Hauptstraße 82 (Karte)                                      |           |                                                                                      |    |
| BW                                      | Wohnhaus                                    | Hauptstraße 88 (Karte)                                      |           |                                                                                      |    |
| BW                                      | Wohnhaus                                    | Hauptstraße 100 (Karte)                                     |           |                                                                                      |    |
| BW                                      | Ehemalige Schule                            | Hauptstraße 116–118 (Karte)                                 |           | Wohnhaus                                                                             |    |
| BW                                      | Wohnhaus                                    | Hauptstraße 128 (Karte)                                     |           |                                                                                      |    |
| BW                                      | Wohnhaus mit Nebengelass                    | Hauptstraße 138 (Karte)                                     |           |                                                                                      |    |
| BW                                      | Wohnhaus mit Nebengelass                    | Hauptstraße 142 (Karte)                                     |           |                                                                                      |    |
| Direkt Bild zu diesem Denkmal hochladen | Gehöft Stolberger Hof                       | Schwarza, Irma-Stern-Straße 11                              |           |                                                                                      |    |
| BW                                      | Toreinfahrt                                 | Irma-Stern-Straße 12 (Karte)                                |           |                                                                                      |    |
| BW                                      | Wohnhaus                                    | Irma-Stern-Straße 20 (Karte)                                |           | Wohnhaus mit Ausstattung und Nebengebäude                                            |    |
| BW                                      | Torbau                                      | Irma-Stern-Straße 29 (Karte)                                |           |                                                                                      |    |
| BW                                      | Wohnhaus                                    | Irma-Stern-Straße 32 (Karte)                                |           |                                                                                      |    |
| BW                                      | Wohnhaus                                    | Irma-Stern-Straße 33 (Karte)                                |           |                                                                                      |    |
| Direkt Bild zu diesem Denkmal hochladen | Gehöft                                      | Irma-Stern-Straße 40                                        |           |                                                                                      |    |
| BW                                      | Wohnhaus                                    | Rasenmühlenstraße 1 (Karte)                                 |           |                                                                                      |    |
| BW                                      | Wohnhaus                                    | Rasenmühlenstraße 5 (Karte)                                 |           |                                                                                      |    |
| BW                                      | Rasenmühle                                  | Rasenmühlenstraße 11 (Karte)                                |           | Mühle mit Backstube, Nebengebäuden, Umfriedungsmauer und Portal                      |    |
| weitere Bilder Fotos hochladen          | Schloss „Stolberg“                          | Zella-Meininger-Straße 3 (Karte)                            |           | Schloss mit Ausstattung, Ruine des Marstlls, Schlossteich, Park und Umfriedungsmauer |    |
| BW                                      | Schaumühle                                  | Zella-Meininger-Straße 23 (Karte)                           |           | Wassermühle, Ausstattung, Nebengebäude und Mühlenkanal                               |    |
| BW                                      | OdF-Gedenkstein                             | Schlosspark (Karte)                                         |           |                                                                                      |    |
| BW                                      | Grabstätte eines polnischen Zwangsarbeiters | Friedhof (Karte)                                            |           | Grabstätte eines polnischen Zwangsarbeiters                                          |    |
| BW                                      | Grabstätte                                  | Stollberger Hof (Karte)                                     |           | Wilhelm-Pieck-Gedenktafel                                                            |    |
| weitere Bilder Fotos hochladen          | Jüdischer Friedhof                          | (Karte)                                                     |           |                                                                                      |    |
| Fotos hochladen                         | Rasenmühlenbrücke                           | (Karte)                                                     |           |                                                                                      |    |
| Direkt Bild zu diesem Denkmal hochladen | Friedhof St. Bartholomäi                    | auf Hügel am Ausgang des Christeser Grundes                 |           | Friedhof, Kirchhofmauer, Friedhofsportal, Friedhofskapelle, Grabmal                  |    |
| Direkt Bild zu diesem Denkmal hochladen | Königsbrunnen                               | im Christeser Grund, gelegen zwischen Schwarza und Christes |           | Quelleneinfassung, Flurstück 21/III – 1 / 18, Distrikt 152                           |    |
| Direkt Bild zu diesem Denkmal hochladen | Wasserhäuschen                              | Schwarza, zwischen Hauptstraße 40 und 42                    |           |                                                                                      |    |

## Ehemalige Kulturdenkmale
| Bild | Bezeichnung | Lage                        | Datierung | Beschreibung | ID |
| ---- | ----------- | --------------------------- | --------- | ------------ | -- |
| BW   | Wohnhaus    | Irma-Stern-Straße 1 (Karte) |           |              |    |